# Hina Chasma
Hina Chasma is een kloof op de planeet Venus. Hina Chasma werd in 1991 genoemd naar Hina, godin van de maan in de Hawaïaanse mythologie.
De kloof heeft een lengte van 415 kilometer en bevindt zich in het quadrangle Fortuna Tessera (V-2).